# Meiglyptes
Meiglyptes é um género de aves da família dos pica-paus. As aves deste género distribuem-se pelo Sudeste Asiático.

## Lista de espécies
O género Meiglyptes contém 4 espécies:
- Pica-pau-triste, Meiglyptes tristis
- Pica-pau-dominó, Meiglyptes jugularis
- Pica-pau-tukik, Meiglyptes tukki